# Bao Zheng
Bao Zheng (包拯; Bāo Zhěng; Shenxian, 5 de março de 999 - Kaifeng, 3 de julho de 1062), comumente conhecido como Bao Gong (包公; Bāo Gōng; 'Senhor Bao'), foi um político chinês durante o reinado do imperador Renzong na dinastia Song da China. Durante seus 25 anos no serviço público, Bao era conhecido por sua honestidade e retidão, com ações como o impeachment de um tio da concubina favorita do imperador Renzong e a punição de famílias poderosas. Sua nomeação de 1057 a 1058 como prefeito da capital de Song, Kaifeng, onde iniciou uma série de mudanças para melhor ouvir as queixas do povo, fez dele uma figura lendária. Durante seus anos no cargo, ganhou o título honorífico de Juiz Bao (chinês: 包青天; pinyin: Bāo qīngtiān) devido à sua capacidade de defender camponeses e plebeus contra a corrupção ou a injustiça. Bao Zheng é retratado como a encarnação do Deus Astral das Artes Civis (Wenquxing, 文曲星), enquanto outro protagonista - o famoso guerreiro Song do Norte Di Qing como o Deus Astral das Artes Militares (Wuquxing, 武曲星). 
Bao Zheng é, até hoje, homenageado como o símbolo cultural da justiça na sociedade chinesa. Suas histórias de gong'an e wuxia, em grande parte ficcionais, apareceram em uma variedade de diferentes meios literários e dramáticos (começando com Os Sete Heróis e Cinco Galantes) e desfrutaram de popularidade sustentada. Na principal mitologia chinesa, ele é frequentemente retratado usando um chapéu zhanjiao futou de juiz e uma lua crescente na testa. Algumas províncias chinesas mais tarde divinizaram o juiz Bao, equiparando-o ao benevolente deus da guerra Guan Gong.

## Juventude
Bao Zheng nasceu em uma família de estudiosos em Shenxian, Hefei, Luzhou (atual condado de Feidong, perto de Hefei, Anhui). A família de Bao era de classe média, seu pai Bao Lingyi era um estudioso e oficial, enquanto seu avô Bao Shi Tong era um plebeu. Embora os pais de Bao pudessem mandá-lo para a escola, sua mãe teve que escalar montanhas para coletar lenha pouco antes de dar à luz. À medida que Bao cresceu entre a classe trabalhadora baixa, ele compreendia bem as dificuldades das pessoas, odiava a corrupção e desejava fortemente a justiça. 
Aos 29 anos, Bao passou no exame imperial de mais alto nível e qualificou-se como Jinshi. Bao foi nomeado magistrado do condado de Jianchang, mas adiou o início de sua carreira oficial por uma década, a fim de cuidar de seus pais idosos e observar fielmente os ritos de luto adequados após suas mortes.
Durante o tempo em que Bao cuidava de seus pais em casa, Liu Yun, magistrado de Luzhou, conhecido como um excelente oficial poético e imparcial, costumava visitar Bao. Como os dois se davam bem, Bao obteve grande influência de Liu Yun no que diz respeito ao amor pelas pessoas.

## Como magistrado de Tianchang

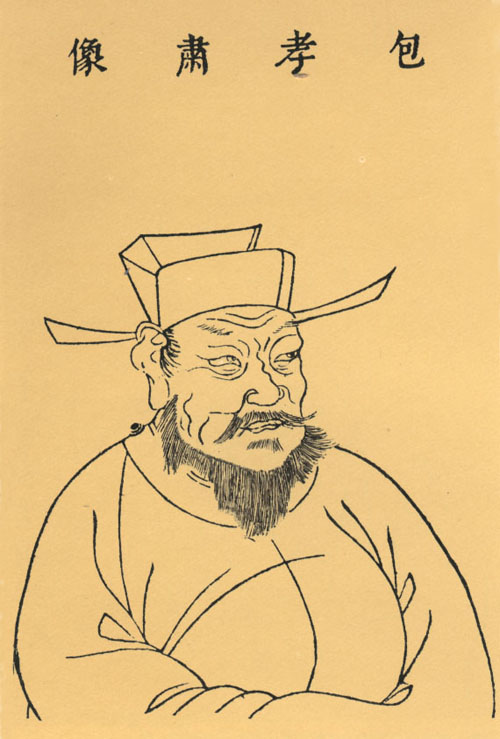
Bao Zheng no (1609)

Após o falecimento de seus pais, Bao Zheng, então com 39 anos, foi nomeado magistrado do condado de Tianchang, não muito longe de sua cidade natal. Foi aí que Bao estabeleceu pela primeira vez a sua reputação como juiz astuto. De acordo com uma anedota, certa vez um homem relatou que a língua de seu boi havia sido cortada. Bao disse-lhe para voltar e abater o boi para vender. Logo outro homem chegou ao tribunal e acusou o primeiro homem de abater privadamente um "animal de carga", um crime punível com um ano de servidão penal. Bao gritou: "Por que você cortou a língua do boi dele e depois o acusou?" Em estado de choque, o culpado teve que confessar.

## Como prefeito de Duanzhou
Em 1040, Bao Zheng foi promovido a prefeito de Duanzhou (atual Zhaoqing) no sul, uma prefeitura famosa pelas suas pedras de tinta de alta qualidade, um certo número das quais eram apresentadas anualmente à corte imperial. No entanto, Bao descobriu que os prefeitos anteriores tinham recolhido muito mais tintas dos fabricantes do que o tributo exigido – várias dezenas de vezes mais – para subornar ministros influentes com os extras. Bao aboliu a prática dizendo aos fabricantes que preenchessem apenas a cota exigida.
Quando seu mandato terminou em 1043, Bao partiu sem uma única pedra de tinta em sua posse. Foi em Duanzhou que ele escreveu este poema:
|                                       |  |                                                              |
| 清心為治本 (qīng xīn wèi zhì běn)     |  | A essência de governar é ter um coração limpo,               |
| 直道是身謀 (zhí dào shì shēn móu)     |  | A estratégia da vida é seguir caminhos retos.                |
| 秀幹終成棟 (xiù gàn zhōng chéng dòng) |  | Uma haste elegante acabará por se transformar em um pilar,   |
| 精剛不作鉤 (jīng gāng bú zuò gōu)     |  | O aço refinado não pode ser dobrado em forma de gancho.      |
| 倉充鼠雀喜 (cāng chōng shǔ què xǐ)    |  | Ratos e pardais exultam quando o celeiro está cheio,         |
| 草盡兔狐愁 (cǎo jǐn tù hú chóu)       |  | Coelhos e raposas ficam preocupados quando a pastagem morre. |
| 史冊有遺訓 (shǐ cè yǒu yí xùn)        |  | Os livros de história contêm ensinamentos dos falecidos:     |
| 勿貽來者羞 (wú yí lái zhě xiū)        |  | Não deixe seus descendentes apenas com constrangimento!      |

## Como censor investigador

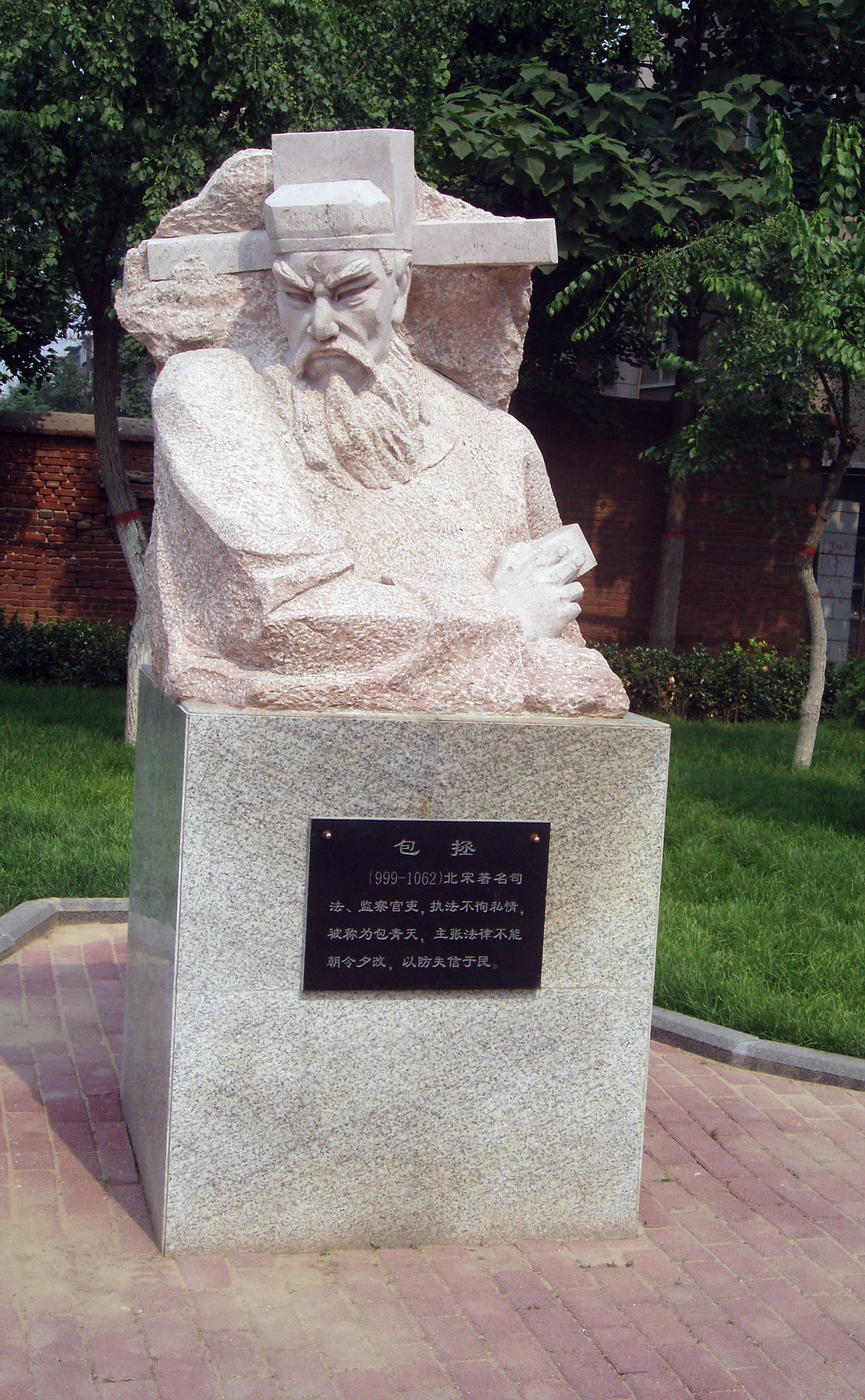
Estátua de Bao Zheng no Parque Xiqing em Shijiazhuang, Hebei, China

Bao Zheng retornou à capital e foi nomeado censor investigador em 1044. Nos dois anos seguintes nesta posição, Bao apresentou pelo menos 13 memorandos ao imperador Renzong de Song sobre forças armadas, tributação, sistema de exames e desonestidade e incompetência governamental.
Em 1045, Bao foi enviado à dinastia Liao como mensageiro. Durante uma audiência, um oficial de Liao acusou Song de violar a paz ao instalar uma porta lateral secreta na prefeitura fronteiriça de Xiongzhou, de modo a solicitar desertores de Liao para obter informações. Bao respondeu: “Por que é necessária uma porta lateral para inteligência?”  O oficial não conseguiu responder.
Nos anos seguintes, Bao ocupou os seguintes cargos:
- Comissário Fiscal de Hebei
- Vice-Diretor do Ministério da Justiça
- Auxiliar na Academia de Dignos Acadêmicos
- Vice-Comissário do Ministério da Receita

## Impeachmentde Zhang Yaozuo
A consorte favorita do imperador Renzong era a concubina Zhang, a quem ele queria tornar imperatriz, mas não conseguiu por causa da oposição de sua (desconhecida para ele, falsa) mãe, a imperatriz viúva Liu. No entanto, o tio da concubina, Zhang Yaozuo, foi rapidamente promovido em poucos anos de cargos locais menores a altos cargos, incluindo o comissário de finanças do estado. Em 12 de julho de 1050, Bao e dois outros censores apresentaram juntos um memorando, que em linguagem forte acusava Zhang de mediocridade e descaramento, atribuindo até desastres naturais às suas nomeações. Provavelmente irritado, o imperador Renzong não apenas não fez nada a Zhang Yaozuo, mas também concedeu um título à irmã do consorte Zhang quatro dias depois. Mas Bao não desistiu. Em outro memorando apresentado apenas por ele mesmo, ele escreveu: 
Em todas as dinastias, os membros da família dos consortes imperiais, mesmo quando talentosos, não foram nomeados para cargos, para não falar de um medíocre e sem talento... Prostrado, seu súdito viu nossa dinastia-nação, já que seus fundadores sempre selecionaram cuidadosamente ministros inteligentes para nomeações, mesmo em tempos de tesouros transbordantes... O atual estado (financeiro) é terrível e perigoso em todas as direções, como poderia este homem ser nomeado para esse cargo e mantê-lo, destruindo as esperanças do mundo e negligenciando os assuntos do mundo? Seu sujeito sente realmente e dolorosamente pena de sua majestade.
Em parte para apaziguar os protestos de Bao e outros, o imperador demitiu Zhang Yaozuo do cargo de comissário de finanças do estado, mas em vez disso nomeou-o para um cargo simultâneo de quatro comissões: comissário dos atendentes do palácio, comissário militar de Huainan, comissário - chefe militar de Qunmu e comissário do Palácio Jingling. Num memorando datado de 26 de dezembro, Bao expressou seu forte protesto e escreveu: 
A situação agora é: se Vossa Majestade está determinado a nomear Yaozuo, então expulse este conselheiro; se Vossa Majestade quiser ouvir este conselheiro, então (Vossa Majestade) deverá remover Yaozuo.
Na próxima reunião do tribunal para confirmar as nomeações de Yaozuo, houve uma discussão acalorada no tribunal liderada por sete ministros, incluindo Bao, que resultou na decisão do imperador de retirar a comissão de atendentes do palácio e a comissão do palácio Jingling da promoção de Zhang. 

Algumas décadas depois, Zhu Bian (1085–1144) escreveu um relato humorístico em suas Anedotas de Quwei, que provavelmente contribuiu para o desenvolvimento de lendas futuras:
Um dia, quando o imperador estava prestes a realizar uma audiência, Wencheng (nome póstumo da Concubina Zhang) mandou-o até a porta da corte do palácio, acariciou suas costas e disse: “Meu marido, não se esqueça, comissário de atendente do palácio hoje." O imperador disse: "OK, OK." Quando emitiu seu decreto, Bao Zheng pediu para falar. Bao falou longamente sobre os motivos para se opor, proferiu centenas de frases repetidamente, a voz tão alta e agitada que a saliva respingou no rosto do imperador. O imperador, para detê-lo, desistiu (do edital). Wencheng, ... ao receber (o imperador), curvou-se e agradeceu. O imperador, enxugando o rosto com a manga, disse: “... Tudo o que você sabe é pedir o comissário do atendente do palácio, comissário do atendente do palácio. Você não sabe que Bao Zheng é o vice-censor-chefe?”
Durante seus anos no serviço governamental, Bao fez com que trinta altos funcionários fossem rebaixados ou demitidos por corrupção, suborno ou abandono do dever. Além disso, como censor imperial, Bao evitou a punição apesar de muitos outros censores imperiais contemporâneos terem sido punidos por declarações menores.

## Como prefeito de Kaifeng
Em 1057, Bao foi nomeado magistrado da capital Bian (atual Kaifeng). Bao ocupou o cargo por apenas um período de um ano, mas iniciou várias reformas administrativas materiais, incluindo permitir que os cidadãos apresentassem queixas diretamente aos administradores municipais, contornando assim os funcionários municipais que se acreditava serem corruptos e no pagamento de famílias poderosas locais.
Bao também foi Ministro das Finanças. Apesar de sua alta posição no governo, Bao levou uma vida modesta como um plebeu. 
Além de sua intolerância à injustiça e à corrupção, Bao era conhecido por sua piedade filial e seu comportamento severo. Durante sua vida, Bao ganhou o nome de "Juiz com Cara de Ferro" e também foi dito entre o público que seu sorriso era "mais raro do que as águas cristalinas do Rio Amarelo". 
Devido à sua fama e à força de sua reputação, o nome de Bao tornou-se sinônimo do idealizado "oficial honesto e íntegro" e rapidamente se tornou um tema popular no drama e na literatura vernácula. Bao também foi associado ao deus Yanluo (Yama) e à "Burocracia Infernal" da Marcha Oriental, por causa de sua suposta capacidade de julgar assuntos na vida após a morte, assim como os julgou no reino dos vivos.

## Família
Bao Zheng teve duas esposas, Senhora Zhang e Senhora Dong. Bao teve um filho, Bao Yi, nascido em 1033, e duas filhas com Senhora Dong. Seu único filho, Bao Yi, morreu em 1053, relativamente jovem, enquanto era oficial do governo, dois anos após seu casamento com Senhora Cui. O filho de Bao Yi, Bao Wenfu, morreu prematuramente aos cinco anos. 
No entanto, quando uma jovem empregada Senhora Sun da família de Bao Zheng engravidou, Bao a dispensou de volta para sua cidade natal. Senhora Cui, esposa de Bao Yi, sabendo que a empregada estava grávida do filho do sogro, continuou a enviar dinheiro e roupas para sua casa. Após o nascimento do filho de Senhora Sun chamado Bao Yan (1057 - 1105), Senhora Cui o trouxe secretamente para sua casa para criá-lo. No ano seguinte, ela o trouxe de volta ao pai biológico, possibilitando assim a continuação da linhagem familiar de Bao. Bao Zheng e sua esposa se alegraram e renomearam seu novo filho para Bao Shou. 
A esposa de Bao Yi, Senhora Cui, foi muito elogiada nas fontes oficiais por sua devoção à proteção da linhagem familiar. Esta história foi muito influente para a formação da lenda de que Bao Zheng foi criado por sua cunhada mais velha, a quem ele chamava de "cunhada-mãe".

## Morte
Bao morreu na então capital Kaifeng em 1062. Foi registrado que ele deixou o seguinte aviso para sua família:
Qualquer um dos meus descendentes que cometa suborno como funcionário não poderá voltar para casa nem ser enterrado no cemitério da família. Quem não compartilha dos meus valores não é meu descendente. 
Bao foi enterrado em Daxingji em 1063. Seu túmulo foi reconstruído pelos funcionários da Estrada Huaixi em 1066. Senhora Dong morreu em 1068 e foi enterrada ao lado dele.

## Restos

### Período da Revolução Cultural

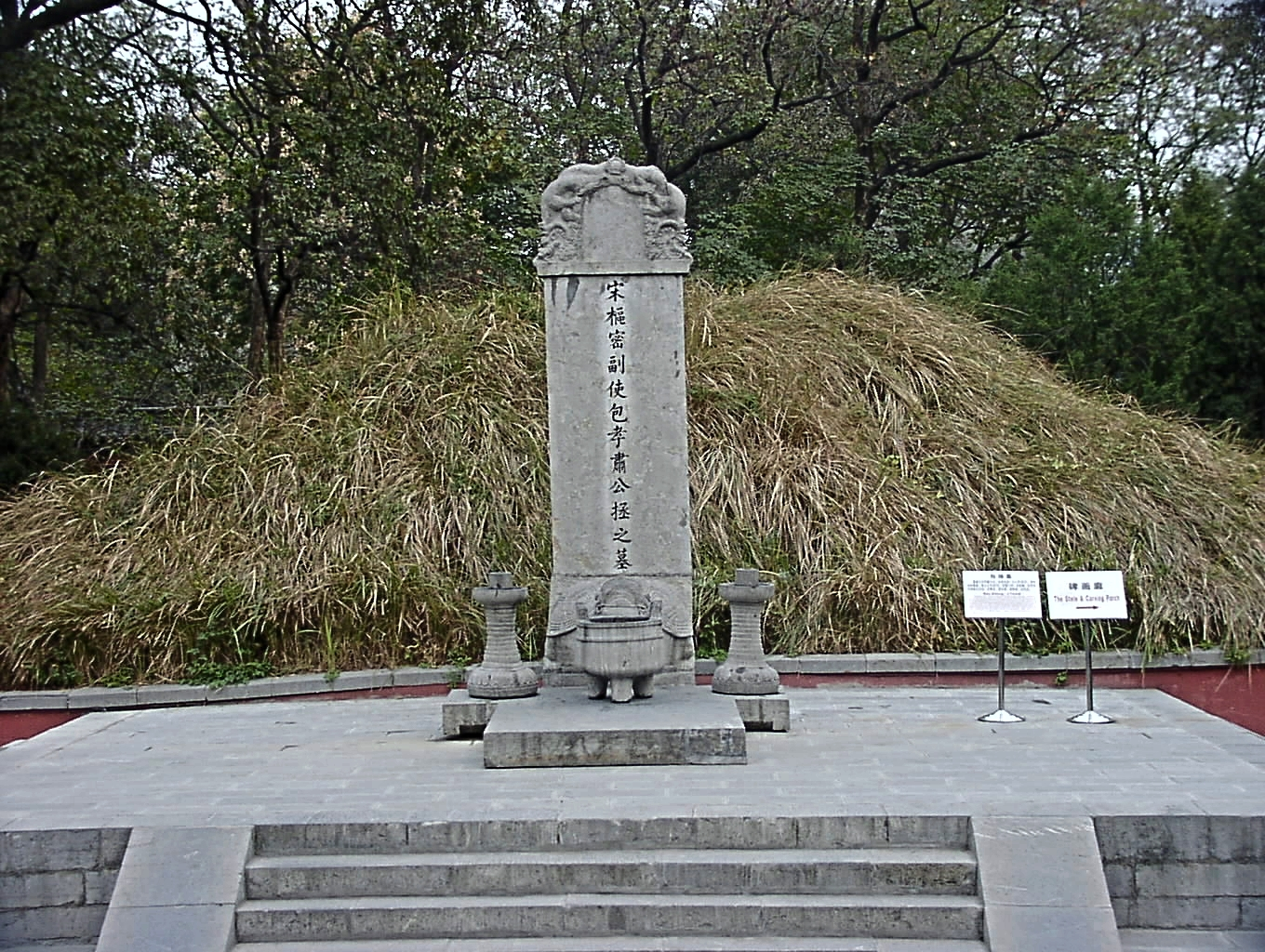
Tumba de Bao Zheng no distrito de Luyang, Hefei, Anhui, China.

Durante a Revolução Cultural, o Templo Baogong no Parque Baohe da cidade de Hefei foi saqueado e a estátua de Bao Zheng foi arruinada. Os retratos de Bao Zheng preservados pelas gerações de seus descendentes e a Genealogia Baoshi foram queimados.
O pessoal relevante montou um esforço de resgate de relíquias "Grupo Líder de Limpeza e Escavação do Cemitério Bao" para escavar e limpar o cemitério. Eles desenterraram os restos mortais de Bao Zheng e as duas lápides recém-descobertas com gravuras chinesas. Foi descoberto que as lápides de Bao Zheng e Senhora Dong foram deslocadas devido à destruição. Além disso, o túmulo do filho mais velho e sua esposa, o túmulo do segundo filho e sua esposa e o túmulo do neto Bao Yongnian também foram escavados e limpos. O grupo de escavação devolveu os restos mortais de Bao Zheng e sua família aos seus descendentes.
Um dia, em agosto de 1973, os restos mortais de Bao Zheng e sua família foram carregados em 11 caixões de madeira e transportados de volta para Dabaocun, cidade natal de Bao Zheng. No entanto, o secretário da comuna local não permitiu que os restos mortais dos seus antepassados fossem enterrados no local, caso contrário seriam destruídos imediatamente.
Os descendentes de Bao Zheng, com medo de que os restos mortais de Bao Zheng e sua família fossem destruídos, com a ajuda de um colega descendente da 34ª geração, Bao Zunyuan, os esconderam secretamente em outro lugar sem saber o que fazer. Os restos mortais, consistindo de 34 fragmentos ósseos de Bao Zheng, seriam posteriormente enviados a Pequim para pesquisas forenses antes de serem devolvidos ao cemitério recém-reconstruído.

### Cemitério reconstruído
O Cemitério Bao Gong foi reconstruído próximo ao Templo Bao Gong em Hefei, na área florestal de Henan, em 1985 e foi concluído em 1987 para preservar os restos mortais de Bao Zheng e artefatos dos antigos túmulos. A localização exata de Bao Zheng e dos restos mortais de sua família, entretanto, é desconhecida, conhecida apenas por seus descendentes.

## Lendas

### Tradições literárias

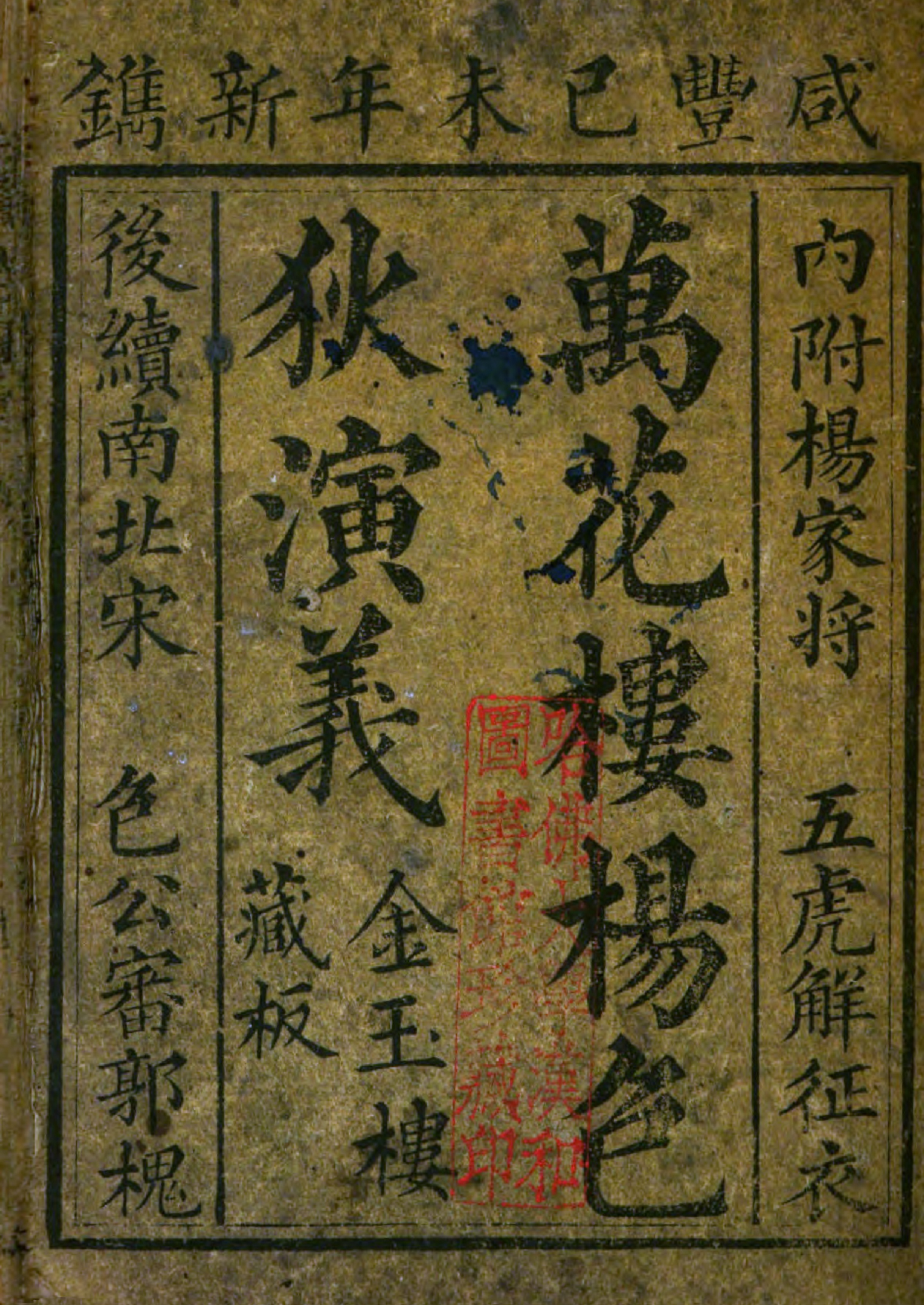
Capa do livro Pavilhão das Dez Mil Flores, impresso em 1859 pelo Salão de Ouro e Jade, apresentando Bao Zheng como personagem principal

As histórias de Bao Zheng foram recontadas e preservadas principalmente na forma de artes performáticas, como ópera chinesa e pingshu. Formas escritas de sua lenda apareceram na Dinastia Yuan na forma de Qu. A ficção vernácula do Juiz Bao foi popular nas Dinastias Ming e Qing. Protagonista comum da ficção gong'an, as histórias do juiz Bao giram em torno de Bao, um magistrado, que investiga e resolve casos criminais. Quando Sherlock Holmes foi traduzido pela primeira vez para o chinês na Dinastia Qing, os chineses chamavam Sherlock de “o juiz inglês Bao”.
Na Dinastia Yuan, muitas peças (nas formas de qu e zaju) apresentaram Bao Zheng como personagem central. Essas peças incluem:
- Rescriptor Bao investiga habilmente o círculo de giz (包待制智勘灰闌記) por Li Qianfu
- Rescriptor Bao Investiga três vezes o sonho da borboleta (包待制三勘蝴蝶夢) por Guan Hanqing
- Rescriptor Bao habilmente executa o oficial do tribunal Lu (包待制智斬魯齋郎) por Guan Hanqing
- Rescriptor Bao vende arroz em Chenzhou (包待制陳州糶米),
- Ding-ding Dong-dong: O Fantasma do Pot (玎玎當當盆兒鬼),
- Rescriptor Bao Investiga Habilmente a Flor do Pátio dos Fundos (包待制智勘後庭花) por Zheng Tingyu[9]

Também foram descobertas neste período algumas baladas que foram traduzidas para o inglês por Wilt L. Idema em 2010. 
O romance do século XVI Bao Gong An de An Yushi (安遇時) (parcialmente traduzido por Leon Comber em 1964) aumentou sua popularidade e adicionou um elemento de detetive às suas lendas.
O romance do século XIX Os Sete Heróis e Cinco Galantes do contador de histórias Shi Yukun (石玉昆) (parcialmente traduzido por Song Shouquan em 1997 e também por Susan Blader em 1997) adicionou um toque wuxia às suas histórias.
Em Pavilhão das Dez Mil Flores (萬花樓), Cinco Tigres Conquistam o Oeste (五虎平西), Cinco Tigres Conquistam o Sul (五虎平南) e Cinco Tigres Conquistam o Norte (五虎平北), quatro wuxia em série romances compostos por Li Yutang (李雨堂) durante a Dinastia Qing, Bao Zheng, Di Qing e Yang Zongbao aparecem como personagens principais.
Em O que o Mestre não discutiria (子不語), é apresentado um biji da Dinastia Qing de Yuan Mei (袁枚), Bao Zheng, bem como a crença de que ele era capaz de julgar assuntos tanto de seres humanos quanto de seres sobrenaturais.

### Histórias

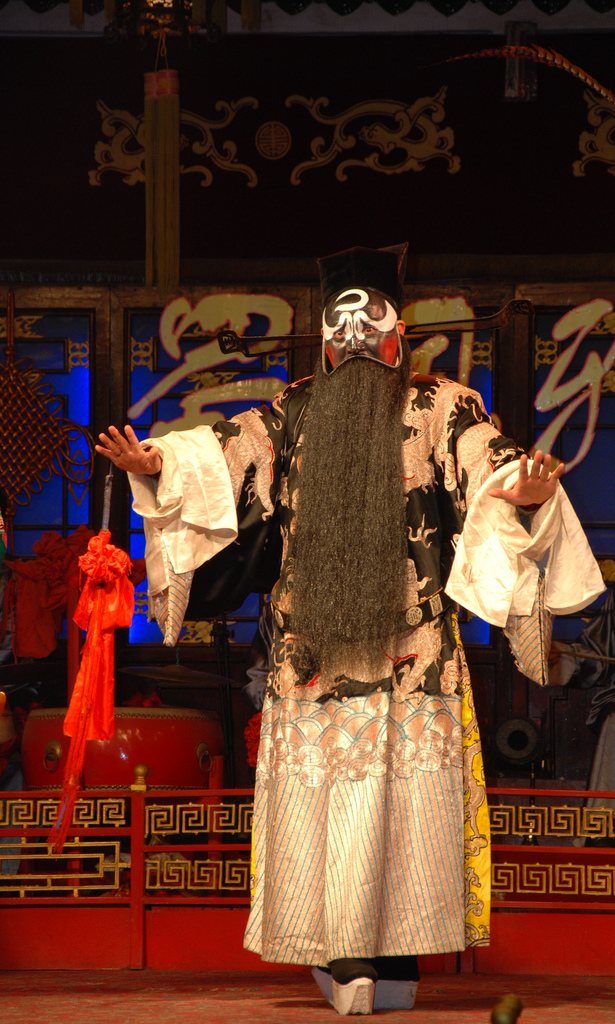
Bao Zheng interpretado por um ator da Ópera de Pequim.

Na ópera ou no drama, ele é frequentemente retratado com um rosto negro e uma marca de nascença branca em forma de lua crescente na testa.
Nas lendas, por ter nascido moreno e extremamente feio, Bao Zheng foi considerado amaldiçoado e jogado fora pelo pai logo após o nascimento. No entanto, sua virtuosa cunhada mais velha, que acabara de ter um filho chamado Bao Mian, pegou Bao Zheng e o criou como se fosse seu próprio filho. Como resultado, Bao Zheng se referia à mãe de Bao Mian como "cunhada-mãe".
Na maioria das dramatizações de suas histórias, ele usou um conjunto de guilhotinas, que lhe foi dada pelo imperador, para executar criminosos:
- Aquele decorado com cabeça de cachorro era usado em plebeus.
- Aquele decorado com cabeça de tigre foi usado em funcionários do governo.
- Aquele decorado com cabeça de dragão era usado em personagens reais.

Ele recebeu uma vara de ouro do imperador anterior, com a qual foi autorizado a castigar o atual imperador. Ele também recebeu uma espada imperial do imperador anterior; sempre que ela for exibida às pessoas ao seu redor, independentemente de sua classe social, elas deverão prestar respeito e obediência à pessoa que exibe a espada como se fosse o imperador (a menos que a pessoa tenha um objeto de igual poder). Cada uma das guilhotinas de Bao Zheng foi autorizada a executar a pessoa de posição social correspondente sem primeiro obter a aprovação do imperador, embora qualquer interferência do imperador interrompesse o processo.
Ele é famoso por sua postura intransigente contra a corrupção entre os funcionários do governo da época. Ele defendeu a justiça e recusou-se a ceder a poderes superiores, incluindo o Sogro do Imperador, que também foi nomeado Grande Tutor e era conhecido como Grande Tutor Pang. Ele é retratado como tendo tratado Bao como um inimigo. Embora o Grande Tutor Pang seja frequentemente descrito no mito como um vilão arquetípico (arrogante, egoísta e cruel), as razões históricas para sua amarga rivalidade com Bao permanecem obscuras.
Bao Zheng também conseguiu permanecer favorecido cultivando uma amizade de longa data com um dos tios do imperador Renzong , o Oitavo Príncipe Imperial e o primeiro-ministro Wang Yanling.
Em muitas histórias, Bao costuma ser acompanhado por seu habilidoso guarda-costas Zhan Zhao e seu secretário pessoal Gongsun Ce. Zhan é um habilidoso artista marcial, enquanto Gongsun é um conselheiro inteligente. Quando Sherlock Holmes foi traduzido pela primeira vez para o chinês, Watson foi comparado a Gongsun Ce. Existem também quatro executores chamados Wang Chao, Ma Han, Zhang Long e Zhao Hu. Todos esses personagens são apresentados como justos e incorruptíveis.
Devido ao seu forte sentido de justiça, ele é muito popular na China, especialmente entre os camponeses e os pobres. Ele se tornou tema da literatura e das modernas séries de TV chinesas nas quais suas aventuras e casos são apresentados.

### Casos famosos
Todos estes casos foram favoritos na ópera chinesa .

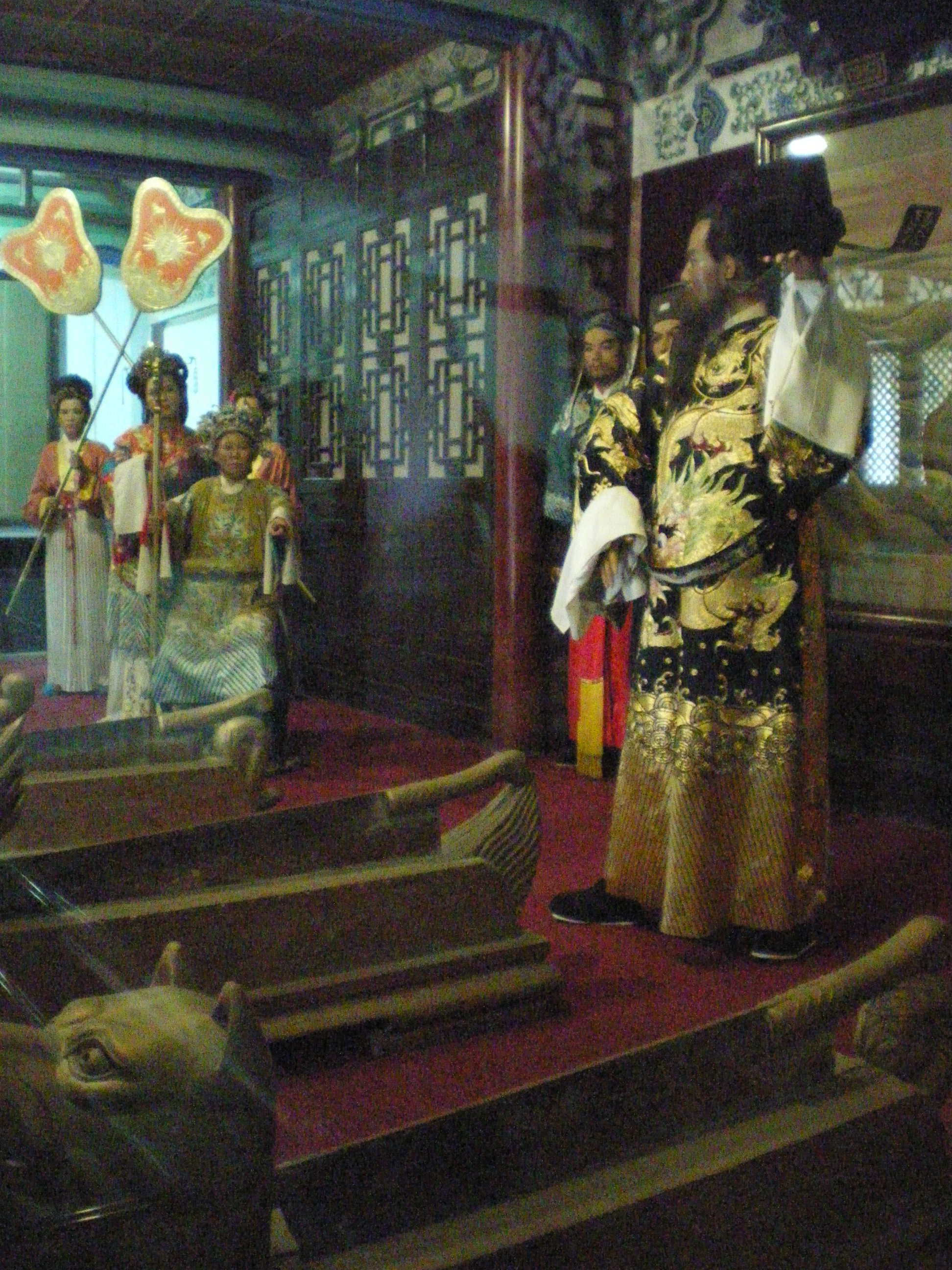
Esculturas dentro do Templo Memorial Senhor Bao, uma atração turística em Kaifen, Henan, China. Nesta cena, um destemido Bao Zheng tira seu toucado oficial para desafiar a imperatriz viúva, a fim de executar o príncipe consorte Chen Shimei.

- Esculturas dentro do Templo Memorial Senhor Bao, uma atração turística em Kaifen, Henan, China. Nesta cena, um destemido Bao Zheng tira seu toucado oficial para desafiar a imperatriz viúva, a fim de executar o príncipe consorte Chen Shimei.O caso da execução de Chen Shimei (鍘美案): Chen Shimei tinha dois filhos com a esposa Qin Xianglian, quando os deixou para trás em sua cidade natal para o exame imperial na capital. Depois de ficar em primeiro lugar, ele mentiu sobre seu casamento e se tornou o novo cunhado do imperador. Anos depois, uma fomeforçou Qin e seus filhos a se mudarem para a capital, onde souberam o que aconteceu com Chen. Qin finalmente encontrou uma maneira de conhecer Chen e implorou-lhe que ajudasse pelo menos seus próprios filhos. Chen não apenas recusou, mas também enviou seu servo Han Qi para matá-los a fim de esconder seu segredo, mas Han ajudou a família a escapar e se matou. Desesperada, Qin levou seu caso a Bao Zheng, que enganou Chen ao tribunal para prendê-lo. A família imperial interveio com ameaças, mas Bao o executou mesmo assim.
- Execução de Bao Mian (鍘包勉): Quando Bao Zheng era criança, ele foi criado por sua cunhada mais velha, Wu, como um filho. Anos mais tarde, o único filho de Wu, Bao Mian, tornou-se magistrado e foi condenado por suborno e prevaricação. Achando impossível cumprir ambos os conceitos confucionistas de lealdade e piedade filial, um emocionado Bao Zheng estava prestes a executar relutantemente seu sobrinho. No final, os verdadeiros suspeitos foram forçados a confessar e a sentença de Bao Mian foi comutada.
- Gato Civeta Trocado por Príncipe Herdeiro (狸貓換太子): Bao Zheng conheceu uma mulher que afirma ser a mãe do imperador reinante Renzong. Dezenas de anos antes, ela havia sido consorte Li, uma concubina imperial do imperador Zhenzong, antes de cair em desgraça por supostamente dar à luz um gato civeta sangrento (e morto). Na realidade, o ciumento Consorte Liu conspirou com o eunuco Guo Huai para trocar secretamente o bebê de Li por um gato civeta esfolado minutos após o nascimento e ordenou que a empregada do palácio Kou Zhu matasse o bebê. No entanto, Kou deu o bebê ao eunuco-chefe Chen Lin, que secretamente trouxe a criança ao Oitavo Príncipe, um irmão mais novo do Imperador Zhenzong. Mais tarde, Kou foi torturado até a morte por Guo quando o Consorte Liu começou a suspeitar que a criança havia sobrevivido. A criança foi criada pelo Oitavo Príncipe como seu próprio filho e posteriormente selecionada para suceder ao Imperador Zhenzong, que morreu sem herdeiros. Devido à passagem do tempo, reunir evidências foi um desafio. Com a ajuda de uma mulher vestida como o fantasma de Kou, Bao se vestiu de Yama, senhor do Inferno, para brincar com o medo do sobrenatural e a culpa de Guo, extraindo assim sua confissão. Quando o veredicto foi divulgado, o imperador relutou em aceitar o consorte Li. Bao então advertiu o imperador e ordenou que ele fosse espancado porfalta de piedade filial . Em vez disso, o Dragon Robe do imperador foi derrotado. O imperador Renzong finalmente aceitou sua mãe e a elevou como a nova imperatriz viúva .
- O Caso dos Dois Pregos (雙釘記): Bao Zheng investigou a morte suspeita de um homem cuja causa foi considerada natural. Após uma autópsia, seu legista confirmou o relatório anterior de que não havia ferimentos em todo o corpo. Em casa, o legista discutiu o caso com a esposa, que mencionou que alguém poderia enfiar longos pregos de aço no cérebro sem ferir o corpo. No dia seguinte, o legista realmente encontrou um prego comprido e a viúva do morto foi presa; ela confessou adultério e mariticídio. Posteriormente, Bao Zheng começou a questionar a esposa do legista e soube que o legista é seu segundo marido, pois seu primeiro marido havia morrido. Bao ordenou que seus guardas fossem ao cemitério e desenterrassem o caixão de seu primeiro marido. Com certeza, também havia um prego cravado no crânio.
- O Caso da Bacia Negra (烏盆記): Um comerciante de seda chamado Liu Shichang estava viajando para casa quando decidiu pedir comida e pernoite na casa de Zhao Da, dono de um forno de cerâmica. Ávido pelas riquezas transportadas por Liu, Zhao o matou envenenando seu jantar, enterrando seus restos mortais com argila em seu forno para fazer uma bacia preta a fim de destruir as evidências. Um velho chamado Zhang Biegu, com quem Zhao tinha uma dívida, logo pegou a bacia de Zhao em vez de pagamento em dinheiro. Zhang finalmente encontrou o fantasma de Liu, que possuía a bacia desde seu assassinato, e ouviu a história da morte cruel deste último nas mãos de Zhao. Determinado a levar o suspeito à justiça, Zhang logo levou a bacia negra ao tribunal de Bao Zheng em Kaifeng e, após várias tentativas, finalmente convenceu o fantasma de Liu a contar tudo ao juiz. Como resultado, Zhao foi finalmente preso e executado por homicídio.

### Influência linguística

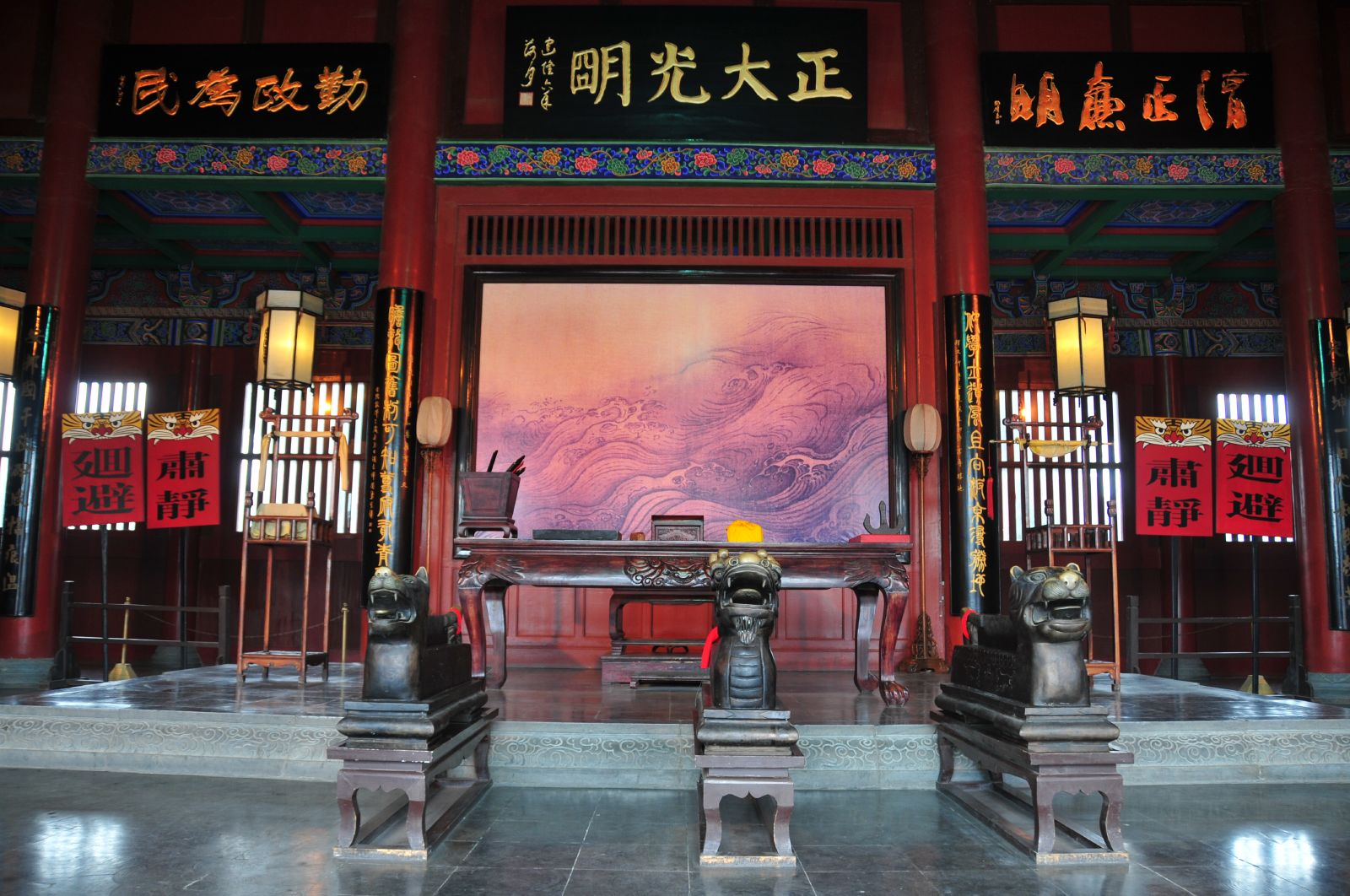
O Tribunal de Kaifeng, uma atração turística em Kaifeng, Henan, China, exibindo as três guilhotinas que Bao Zheng teria supostamente usado.

### Filmes

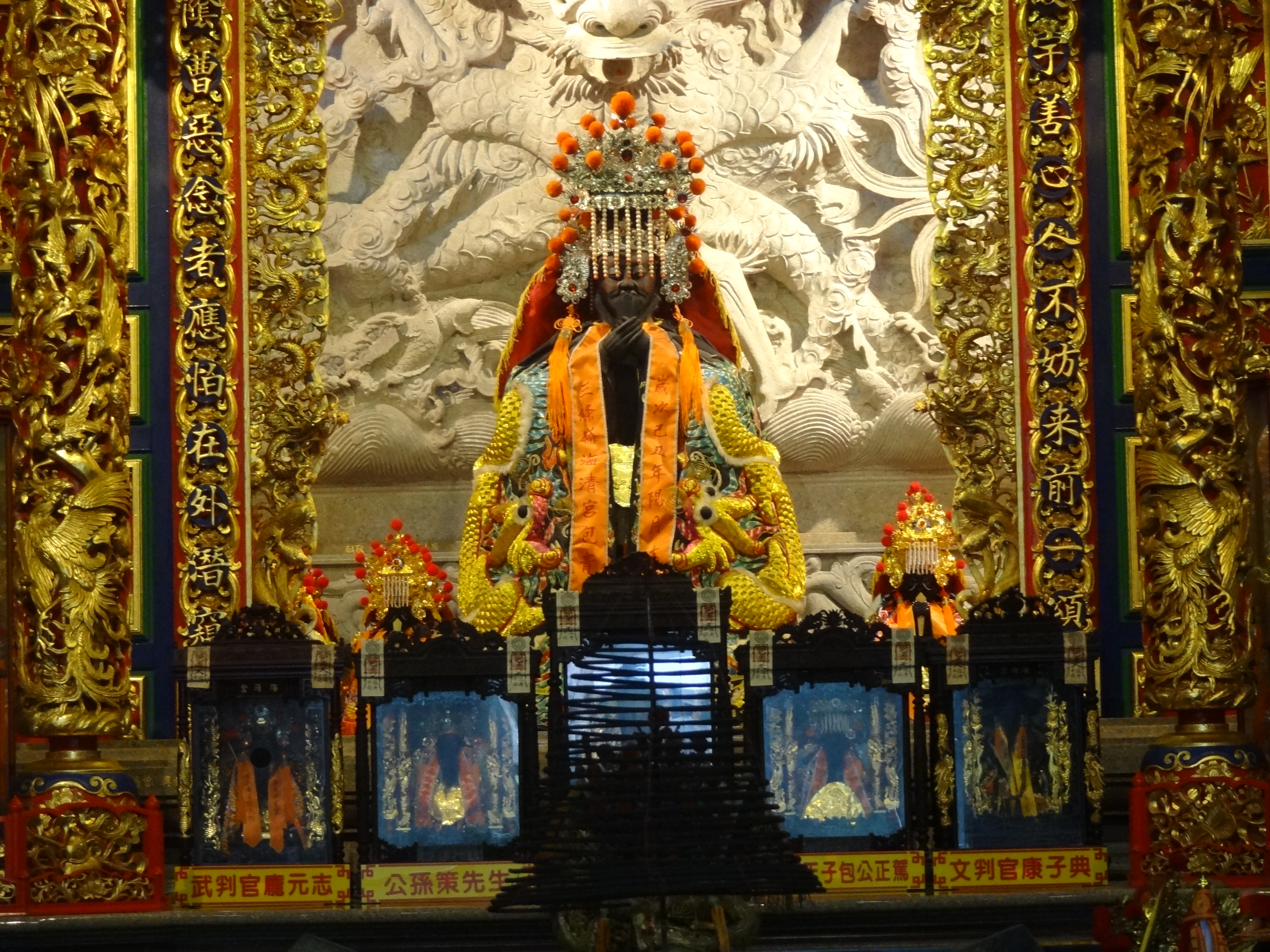
Santuário de Bao Zheng no Templo Haiching em Sihu, condado de Yunlin, Taiwan.